# Димитър Алексиев
Димитър Алексиев е български футболист и треньор.

## Биография

### Треньорска кариера
През януари 2000 г. Алексиев е назначен за селекционер на младежкия национален отбор на мястото на Стойчо Младенов, който поема представителния тим на България. Остава начело на отбора до края на 2001 г. Напуска след загуба с 0:8 като гост от Чехия. През януари 2002 г. е назначен за наставник на Марек (Дупница), където остава на работа до юли същата година.
През 2007 г. Алексиев е назначен за старши треньор на Миньор (Перник). Под негово ръководство през сезон 2007/08 отборът печели промоция за А група и се завръща в елита след 7-годишна пауза. Задържа се на поста до март 2009 г.